# Antonia Novello
Antonia Coello Novello (Fajardo, 23 agosto 1944) è una politica e medico statunitense, di origini portoricane, prima donna e prima ispanica ad essere nominata Chirurgo generale degli Stati Uniti.

## Biografia
Dopo gli studi in medicina a Porto Rico, si trasferì negli Stati Uniti per specializzarsi in nefrologia alla University of Michigan. Nel 1979 entrò a far parte dello United States Public Health Service Commissioned Corps e si occupò particolarmente dell'AIDS infantile.
Nel 1990 il Presidente George H. W. Bush le affidò l'incarico di Chirurgo generale. In queste vesti, la Novello si impegnò nella tutela sanitaria delle donne, dei bambini e degli immigrati, promuovendo programmi di vaccinazione e campagne contro il fumo e l'abuso di alcool.
Dopo aver lasciato la posizione nel 1993, Antonia Novello tornò al grado di contrammiraglio (nei tre anni precedenti era stata viceammiraglio) e lavorò fino al 1996 per l'UNICEF. Poco dopo andò in pensione e nel 1999 fu nominata dal Governatore di New York George Pataki Commissario alla Sanità dello stato di New York, incarico che mantenne fino al 2006.
Nel 2000 è emerso che durante il mandato da Commissario, la Novello ha abusato della sua autorità, utilizzando i sottoposti come autisti e assistenti personali. Inizialmente si è dichiarata "non colpevole", ma successivamente ha optato per il patteggiamento.
La Novello è stata inclusa nella National Women's Hall of Fame.